# Trượt băng tốc độ tại Thế vận hội Mùa đông 2018 - 1000 mét nữ
Nội dung 1000 mét nữ của môn trượt băng tốc độ tại Thế vận hội Mùa đông 2018 diễn ra tại Gangneung Oval ở Gangneung vào ngày 14 tháng 2 năm 2018.

## Kỷ lục
Trước giải đấu này, các kỷ lục thế giới và Olympic như sau.
| Kỷ lục thế giới  | Nao Kodaira (JPN)        | 1:12.09 | Thành phố Salt Lake, Hoa Kỳ | 10 tháng 12 năm 2017 |
| Kỷ lục Olympic   | Chris Witty (USA)        | 1:13.83 | Thành phố Salt Lake, Hoa Kỳ | 17 tháng 2 năm 2002  |
| Kỷ lục đường đua | Heather Bergsma (Hoa Kỳ) | 1:13.94 |                             | 11 tháng 2 năm 2017  |

Các kỷ lục dưới đây được thiết lập trong kỳ đại hội.
| Ngày       | Vòng   | Tên             | Quốc gia | Thời gian | Kỷ lục                    |
| ---------- | ------ | --------------- | -------- | --------- | ------------------------- |
| 14 tháng 2 | Đôi 12 | Jorien ter Mors | Hà Lan   | 1:13.56   | OR WB (mực nước biển), TR |

OR = kỷ lục Olympic, TR = kỷ lục đường đưa

## Kết quả
| Hạng | Đôi | Làn | Tên                    | Quốc gia                     | Thời gian | Kém   | Ghi chú |
| ---- | --- | --- | ---------------------- | ---------------------------- | --------- | ----- | ------- |
| 1    | 12  | I   | Jorien ter Mors        | Hà Lan                       | 1:13.56   | —     | OR, TR  |
| 2    | 15  | O   | Nao Kodaira            | Nhật Bản                     | 1:13.82   | +0.26 |         |
| 3    | 14  | I   | Miho Takagi            | Nhật Bản                     | 1:13.98   | +0.42 |         |
| 4    | 12  | O   | Brittany Bowe          | Hoa Kỳ                       | 1:14.36   | +0.80 |         |
| 5    | 15  | I   | Vanessa Herzog         | Áo                           | 1:14.47   | +0.91 |         |
| 6    | 16  | I   | Marrit Leenstra        | Hà Lan                       | 1:14.85   | +1.29 |         |
| 7    | 14  | O   | Karolína Erbanová      | Cộng hòa Séc                 | 1:14.95   | +1.39 |         |
| 8    | 16  | O   | Heather Bergsma        | Hoa Kỳ                       | 1:15.15   | +1.59 |         |
| 9    | 4   | I   | Ireen Wüst             | Hà Lan                       | 1:15.32   | +1.76 |         |
| 10   | 7   | O   | Ida Njåtun             | Na Uy                        | 1:15.43   | +1.87 |         |
| 11   | 11  | O   | Trương Hồng            | Trung Quốc                   | 1:15.67   | +2.11 |         |
| 12   | 11  | I   | Natalia Czerwonka      | Ba Lan                       | 1:15.77   | +2.21 |         |
| 13   | 10  | I   | Arisa Go               | Nhật Bản                     | 1:15.84   | +2.28 |         |
| 14   | 13  | I   | Hege Bøkko             | Na Uy                        | 1:15.98   | +2.42 |         |
| 15   | 9   | I   | Gabriele Hirschbichler | Đức                          | 1:16.03   | +2.47 |         |
| 16   | 9   | O   | Park Seung-hi          | Hàn Quốc                     | 1:16.11   | +2.55 |         |
| 17   | 5   | I   | Yu Jing                | Trung Quốc                   | 1:16.361  | +2.80 |         |
| 18   | 7   | I   | Kim Hyun-yung          | Hàn Quốc                     | 1:16.366  | +2.80 |         |
| 19   | 2   | O   | Nikola Zdráhalová      | Cộng hòa Séc                 | 1:16.43   | +2.87 |         |
| 20   | 13  | O   | Huang Yu-ting          | Đài Bắc Trung Hoa            | 1:16.44   | +2.88 |         |
| 21   | 6   | I   | Tian Ruining           | Trung Quốc                   | 1:16.69   | +3.13 |         |
| 22   | 8   | O   | Angelina Golikova      | Vận động viên Olympic từ Nga | 1:16.85   | +3.29 |         |
| 23   | 8   | I   | Kaylin Irvine          | Canada                       | 1:16.90   | +3.34 |         |
| 24   | 6   | O   | Yekaterina Aydova      | Kazakhstan                   | 1:17.09   | +3.53 |         |
| 25   | 10  | O   | Heather McLean         | Canada                       | 1:17.25   | +3.69 |         |
| 26   | 5   | O   | Judith Dannhauer       | Đức                          | 1:17.41   | +3.85 |         |
| 27   | 3   | O   | Francesca Bettrone     | Ý                            | 1:17.83   | +4.27 |         |
| 28   | 3   | I   | Jerica Tandiman        | Hoa Kỳ                       | 1:18.02   | +4.46 |         |
| 29   | 2   | I   | Karolina Bosiek        | Ba Lan                       | 1:18.53   | +4.97 |         |
| 30   | 4   | O   | Yvonne Daldossi        | Ý                            | 1:19.33   | +5.77 |         |
| 31   | 1   | I   | Michelle Uhrig         | Đức                          | 1:20.81   | +7.25 |         |